# Saison 2016-2017 de la LAH
Saison précédente Saison suivante
La saison 2016-2017 de la LAH est la 81e saison de la Ligue américaine de hockey. La saison régulière débute le 14 octobre 2016 pour se terminer le 16 avril 2017 et laisser place aux séries éliminatoires.

## Contexte

### Changement de franchise
Les Falcons de Springfield sont rachetés par les propriétaires des Coyotes de l'Arizona ; ils font déménager la franchise à Tucson et la renomment Roadrunners de Tucson. Avec son déménagement, l'équipe passe de la division Atlantique dans l'association de l'Est à la division Pacifique dans l'association de l'Ouest ce qui créé un déséquilibre avec 16 équipes à l'Ouest contre 14 à l'Est. Comme la saison précédente, les cinq équipes californiennes et la nouvelle équipe de Tucson jouent 68 matchs en saison régulière contre 76 pour le reste de la ligue.

### Règlement
Pour empêcher les combats organisés, tous les joueurs impliqués dans une bagarre avant ou immédiatement après un engagement sont pénalisés d'une pénalité de méconduite pour le match. Si un joueur accumule dix pénalités majeures au cours de la saison, il est suspendu pour un match après la dixième pénalité, puis suspendu pour un match après chaque pénalité majeure. Si un joueur accumule 14 pénalités majeures pour combat, il est suspendu automatiquement pour deux matchs après chaque pénalité majeure pour combat.
Contrairement à la saison précédente, le nombre d'équipes étant égal pour les deux divisions d'une même association, les quatre meilleures équipes de chaque division sont qualifiées pour les séries. Cependant, en raison du nombre différent de matchs des équipes de la division Pacifique, le champion de la saison régulière et vainqueur du trophée Macgregor-Kilpatrick est désigné en fonction du pourcentage de points remportés.

## Saison régulière

### Classement

#### Association de l'Est
| Clt   | Équipe                            | PJ | V  | D  | DP | DF | BP  | BC  | Pts | % pts |
| ----- | --------------------------------- | -- | -- | -- | -- | -- | --- | --- | --- | ----- |
| +001, | Penguins de Wilkes-Barre/Scranton | 76 | 51 | 20 | 3  | 2  | 247 | 170 | 107 | 70,4  |
| +002, | Phantoms de Lehigh Valley         | 76 | 18 | 23 | 5  | 0  | 260 | 219 | 101 | 66,4  |
| +003, | Bears de Hershey                  | 76 | 43 | 22 | 8  | 3  | 252 | 211 | 97  | 63,8  |
| +004, | Bruins de Providence              | 76 | 43 | 23 | 6  | 4  | 229 | 188 | 96  | 63,2  |
| +005, | Sound Tigers de Bridgeport        | 76 | 44 | 8  | 3  | 1  | 220 | 212 | 92  | 60,5  |
| +006, | Thunderbirds de Springfield       | 76 | 32 | 33 | 9  | 2  | 197 | 206 | 75  | 49,3  |
| +007, | Wolf Pack de Hartford             | 76 | 24 | 46 | 4  | 2  | 194 | 280 | 54  | 35,5  |

| Clt   | Équipe                 | PJ | V  | D  | DP | DF | BP  | BC  | Pts | % pts |
| ----- | ---------------------- | -- | -- | -- | -- | -- | --- | --- | --- | ----- |
| +001, | Crunch de Syracuse     | 76 | 38 | 24 | 7  | 7  | 232 | 227 | 90  | 59,2  |
| +002, | Marlies de Toronto     | 76 | 42 | 29 | 4  | 1  | 245 | 207 | 89  | 58,6  |
| +003, | Devils d'Albany        | 76 | 39 | 32 | 2  | 3  | 204 | 206 | 83  | 54,6  |
| +004, | IceCaps de Saint-Jean  | 76 | 36 | 30 | 8  | 2  | 216 | 220 | 82  | 53,9  |
| +005, | Comets d'Utica         | 76 | 35 | 32 | 7  | 2  | 195 | 220 | 79  | 52    |
| +006, | Americans de Rochester | 76 | 32 | 41 | 0  | 3  | 205 | 240 | 67  | 44,1  |
| +007, | Senators de Binghamton | 76 | 28 | 44 | 2  | 2  | 190 | 266 | 60  | 39,5  |

- En gras : champion de la saison régulière
- En italique : qualifié pour les séries

#### Association de l'Ouest
| Clt   | Équipe                   | PJ | V  | D  | DP | DF | BP  | BC  | Pts | % pts |
| ----- | ------------------------ | -- | -- | -- | -- | -- | --- | --- | --- | ----- |
| +001, | Wolves de Chicago        | 76 | 44 | 19 | 8  | 5  | 251 | 200 | 101 | 66,4  |
| +002, | Griffins de Grand Rapids | 76 | 47 | 23 | 1  | 5  | 251 | 190 | 100 | 65,8  |
| +003, | Admirals de Milwaukee    | 76 | 43 | 26 | 4  | 3  | 225 | 215 | 95  | 61,2  |
| +004, | Checkers de Charlotte    | 76 | 39 | 29 | 7  | 1  | 212 | 208 | 86  | 56,6  |
| +005, | Monsters de Cleveland    | 76 | 39 | 29 | 4  | 4  | 195 | 198 | 86  | 56,6  |
| +006, | Wild de l'Iowa           | 76 | 36 | 31 | 7  | 2  | 182 | 196 | 81  | 53,3  |
| +007, | Moose du Manitoba        | 76 | 29 | 37 | 5  | 5  | 197 | 242 | 68  | 44,7  |
| +008, | IceHogs de Rockford      | 76 | 25 | 39 | 9  | 3  | 175 | 246 | 62  | 40,8  |

| Clt   | Équipe                 | PJ | V  | D  | DP | DF | BP  | BC  | Pts | % pts |
| ----- | ---------------------- | -- | -- | -- | -- | -- | --- | --- | --- | ----- |
| +001, | Barracuda de San José  | 68 | 43 | 16 | 4  | 5  | 232 | 176 | 95  | 69,9  |
| +002, | Gulls de San Diego     | 68 | 43 | 20 | 3  | 2  | 221 | 178 | 91  | 66,9  |
| +003, | Reign d'Ontario        | 68 | 36 | 21 | 10 | 1  | 199 | 190 | 83  | 61    |
| +004, | Heat de Stockton       | 68 | 34 | 25 | 7  | 2  | 212 | 192 | 77  | 56,6  |
| +005, | Condors de Bakersfield | 68 | 33 | 29 | 5  | 1  | 200 | 188 | 72  | 52,9  |
| +006, | Roadrunners de Tucson  | 68 | 29 | 31 | 8  | 0  | 187 | 237 | 66  | 48,5  |
| +007, | Stars du Texas         | 68 | 34 | 37 | 1  | 4  | 224 | 265 | 73  | 48    |
| +008, | Rampage de San Antonio | 68 | 27 | 42 | 5  | 2  | 184 | 240 | 61  | 40,1  |

- En italique : qualifiés pour les séries

### Meilleurs pointeurs
| Clt. | Nom                 | Équipe                                       | PJ | B  | A  | Pts | +/- | Pun |
| ---- | ------------------- | -------------------------------------------- | -- | -- | -- | --- | --- | --- |
| 1    | Kenny Agostino      | Wolves de Chicago                            | 65 | 24 | 59 | 83  | +24 | 48  |
| 2    | Chris Terry         | IceCaps de Saint-Jean                        | 58 | 30 | 38 | 68  | 0   | 36  |
| 3    | Chris Mueller       | Roadrunners de Tucson                        | 68 | 19 | 48 | 67  | -4  | 48  |
| 4    | Wade Megan (en)     | Wolves de Chicago                            | 73 | 33 | 33 | 66  | +27 | 57  |
| 5    | Taylor Beck         | Condors de Bakersfield Wolf Pack de Hartford | 56 | 19 | 47 | 66  | +7  | 24  |
| 6    | Cole Schneider (en) | Americans de Rochester                       | 71 | 24 | 39 | 63  | +9  | 45  |
| 7    | Travis Boyd         | Bears de Hershey                             | 76 | 16 | 47 | 63  | +19 | 16  |
| 8    | T.J. Brennan        | Phantoms de Lehigh Valley                    | 76 | 21 | 39 | 60  | -5  | 101 |
| 9    | Chris Bourque       | Bears de Hershey                             | 76 | 18 | 42 | 60  | +5  | 46  |
| 10   | Taylor Beck         | Crunch de Syracuse                           | 56 | 17 | 43 | 60  | +10 | 113 |

### Meilleurs gardiens de but
| Clt | Joueur              | Équipe                            | PJ | Min           | BC | Moy  | %Arr | Bl |
| --- | ------------------- | --------------------------------- | -- | ------------- | -- | ---- | ---- | -- |
| 1   | Casey DeSmith       | Penguins de Wilkes-Barre/Scranton | 29 | 1730 min 35 s | 58 | 2,01 | 92,6 | 1  |
| 2   | Zane McIntyre (en)  | Bruins de Providence              | 31 | 1777 min 13 s | 60 | 2,03 | 93   | 2  |
| 3   | Troy Grosenick (en) | Barracuda de San José             | 49 | 2728 min 48 s | 93 | 2,04 | 92,6 | 10 |
| 4   | Tristan Jarry       | Penguins de Wilkes-Barre/Scranton | 45 | 2706 min 49 s | 97 | 2,15 | 92,5 | 3  |
| 5   | Jaroslav Halák      | Sound Tigers de Bridgeport        | 27 | 1535 min 59 s | 55 | 2,15 | 92,5 | 2  |

## Séries éliminatoires

### Tableau récapitulatif
|  | Quarts de finale d'association | Quarts de finale d'association | Quarts de finale d'association | Quarts de finale d'association |    |              | Demi-finales d'association | Demi-finales d'association | Demi-finales d'association | Demi-finales d'association |  |  | Finales d'association | Finales d'association | Finales d'association | Finales d'association |  |  | Finale de la Coupe Calder | Finale de la Coupe Calder | Finale de la Coupe Calder | Finale de la Coupe Calder |
|  |                                |                                |                                |                                |    |              |                            |                            |                            |                            |  |  |                       |                       |                       |                       |  |  |                           |                           |                           |                           |
|  |                                |                                |                                |                                |    |              |                            |                            |                            |                            |  |  |                       |                       |                       |                       |  |  |                           |                           |                           |                           |
|  | A1                             | Wilkes-Barre/Scranton          | 2                              | 2                              |    |              |                            |                            |                            |                            |  |  |                       |                       |                       |                       |  |  |                           |                           |                           |                           |
|  | A1                             | Wilkes-Barre/Scranton          | 2                              | 2                              |    |              |                            |                            |                            |                            |  |  |                       |                       |                       |                       |  |  |                           |                           |                           |                           |
|  | A4                             | Providence                     | 3                              | 3                              |    |              |                            |                            |                            |                            |  |  |                       |                       |                       |                       |  |  |                           |                           |                           |                           |
|  | A4                             | Providence                     | 3                              | 3                              | A4 | Providence   | 4                          | 4                          |                            |                            |  |  |                       |                       |                       |                       |  |  |                           |                           |                           |                           |
|  |                                |                                |                                |                                | A4 | Providence   | 4                          | 4                          |                            |                            |  |  |                       |                       |                       |                       |  |  |                           |                           |                           |                           |
|  |                                |                                | A3                             | Hershey                        | 3  | 3            |                            |                            |                            |                            |  |  |                       |                       |                       |                       |  |  |                           |                           |                           |                           |
|  | A2                             | Lehigh Valley                  | A3                             | Hershey                        | 3  | 3            | 2                          | 2                          |                            |                            |  |  |                       |                       |                       |                       |  |  |                           |                           |                           |                           |
|  | A2                             | Lehigh Valley                  |                                |                                |    |              |                            | 2                          |                            |                            |  |  |                       |                       |                       |                       |  |  |                           |                           |                           |                           |
|  | A3                             | Hershey                        | 3                              | 3                              |    |              |                            |                            |                            |                            |  |  |                       |                       |                       |                       |  |  |                           |                           |                           |                           |
|  | A3                             | Hershey                        | 3                              | 3                              | A4 | Providence   | 1                          | 1                          |                            |                            |  |  |                       |                       |                       |                       |  |  |                           |                           |                           |                           |
|  |                                |                                |                                |                                | A4 | Providence   | 1                          | 1                          |                            |                            |  |  |                       |                       |                       |                       |  |  |                           |                           |                           |                           |
|  |                                |                                | N1                             | Syracuse                       | 4  | 4            |                            |                            |                            |                            |  |  |                       |                       |                       |                       |  |  |                           |                           |                           |                           |
|  | N1                             | Syracuse                       | N1                             | Syracuse                       | 4  | 4            | 3                          | 3                          |                            |                            |  |  |                       |                       |                       |                       |  |  |                           |                           |                           |                           |
|  | N1                             | Syracuse                       |                                |                                |    |              |                            | 3                          |                            |                            |  |  |                       |                       |                       |                       |  |  |                           |                           |                           |                           |
|  | N4                             | Saint-Jean                     | 1                              | 1                              |    |              |                            |                            |                            |                            |  |  |                       |                       |                       |                       |  |  |                           |                           |                           |                           |
|  | N4                             | Saint-Jean                     | 1                              | 1                              | N1 | Syracuse     | 4                          | 4                          |                            |                            |  |  |                       |                       |                       |                       |  |  |                           |                           |                           |                           |
|  |                                |                                |                                |                                | N1 | Syracuse     | 4                          | 4                          |                            |                            |  |  |                       |                       |                       |                       |  |  |                           |                           |                           |                           |
|  |                                |                                | N2                             | Toronto                        | 3  | 3            |                            |                            |                            |                            |  |  |                       |                       |                       |                       |  |  |                           |                           |                           |                           |
|  | N2                             | Toronto                        | N2                             | Toronto                        | 3  | 3            | 3                          | 3                          |                            |                            |  |  |                       |                       |                       |                       |  |  |                           |                           |                           |                           |
|  | N2                             | Toronto                        |                                |                                |    |              |                            | 3                          |                            |                            |  |  |                       |                       |                       |                       |  |  |                           |                           |                           |                           |
|  | N3                             | Albany                         | 1                              | 1                              |    |              |                            |                            |                            |                            |  |  |                       |                       |                       |                       |  |  |                           |                           |                           |                           |
|  | N3                             | Albany                         | 1                              | 1                              | N1 | Syracuse     | 2                          | 2                          |                            |                            |  |  |                       |                       |                       |                       |  |  |                           |                           |                           |                           |
|  |                                |                                |                                |                                | N1 | Syracuse     | 2                          | 2                          |                            |                            |  |  |                       |                       |                       |                       |  |  |                           |                           |                           |                           |
|  |                                |                                | C2                             | Grand Rapids                   | 4  | 4            |                            |                            |                            |                            |  |  |                       |                       |                       |                       |  |  |                           |                           |                           |                           |
|  | C1                             | Chicago                        | C2                             | Grand Rapids                   | 4  | 4            | 3                          | 3                          |                            |                            |  |  |                       |                       |                       |                       |  |  |                           |                           |                           |                           |
|  | C1                             | Chicago                        |                                |                                |    |              |                            | 3                          |                            |                            |  |  |                       |                       |                       |                       |  |  |                           |                           |                           |                           |
|  | C4                             | Charlotte                      | 2                              | 2                              |    |              |                            |                            |                            |                            |  |  |                       |                       |                       |                       |  |  |                           |                           |                           |                           |
|  | C4                             | Charlotte                      | 2                              | 2                              | C1 | Chicago      | 1                          | 1                          |                            |                            |  |  |                       |                       |                       |                       |  |  |                           |                           |                           |                           |
|  |                                |                                |                                |                                | C1 | Chicago      | 1                          | 1                          |                            |                            |  |  |                       |                       |                       |                       |  |  |                           |                           |                           |                           |
|  |                                |                                | C2                             | Grand Rapids                   | 4  | 4            |                            |                            |                            |                            |  |  |                       |                       |                       |                       |  |  |                           |                           |                           |                           |
|  | C2                             | Grand Rapids                   | C2                             | Grand Rapids                   | 4  | 4            | 3                          | 3                          |                            |                            |  |  |                       |                       |                       |                       |  |  |                           |                           |                           |                           |
|  | C2                             | Grand Rapids                   |                                |                                |    |              |                            | 3                          |                            |                            |  |  |                       |                       |                       |                       |  |  |                           |                           |                           |                           |
|  | C3                             | Milwaukee                      | 0                              | 0                              |    |              |                            |                            |                            |                            |  |  |                       |                       |                       |                       |  |  |                           |                           |                           |                           |
|  | C3                             | Milwaukee                      | 0                              | 0                              | C2 | Grand Rapids | 4                          | 4                          |                            |                            |  |  |                       |                       |                       |                       |  |  |                           |                           |                           |                           |
|  |                                |                                |                                |                                | C2 | Grand Rapids | 4                          | 4                          |                            |                            |  |  |                       |                       |                       |                       |  |  |                           |                           |                           |                           |
|  |                                |                                | P1                             | San José                       | 1  | 1            |                            |                            |                            |                            |  |  |                       |                       |                       |                       |  |  |                           |                           |                           |                           |
|  | P1                             | San José                       | P1                             | San José                       | 1  | 1            | 3                          | 3                          |                            |                            |  |  |                       |                       |                       |                       |  |  |                           |                           |                           |                           |
|  | P1                             | San José                       |                                |                                |    |              |                            | 3                          |                            |                            |  |  |                       |                       |                       |                       |  |  |                           |                           |                           |                           |
|  | P4                             | Stockton                       | 2                              | 2                              |    |              |                            |                            |                            |                            |  |  |                       |                       |                       |                       |  |  |                           |                           |                           |                           |
|  | P4                             | Stockton                       | 2                              | 2                              | P1 | San José     | 4                          | 4                          |                            |                            |  |  |                       |                       |                       |                       |  |  |                           |                           |                           |                           |
|  |                                |                                |                                |                                | P1 | San José     | 4                          | 4                          |                            |                            |  |  |                       |                       |                       |                       |  |  |                           |                           |                           |                           |
|  |                                |                                | P2                             | San Diego                      | 1  | 1            |                            |                            |                            |                            |  |  |                       |                       |                       |                       |  |  |                           |                           |                           |                           |
|  | P2                             | San Diego                      | P2                             | San Diego                      | 1  | 1            | 3                          | 3                          |                            |                            |  |  |                       |                       |                       |                       |  |  |                           |                           |                           |                           |
|  | P2                             | San Diego                      |                                |                                |    |              |                            | 3                          |                            |                            |  |  |                       |                       |                       |                       |  |  |                           |                           |                           |                           |
|  | P3                             | Ontario                        | 2                              | 2                              |    |              |                            |                            |                            |                            |  |  |                       |                       |                       |                       |  |  |                           |                           |                           |                           |
|  | P3                             | Ontario                        | 2                              | 2                              |    |              |                            |                            |                            |                            |  |  |                       |                       |                       |                       |  |  |                           |                           |                           |                           |
|  |                                |                                |                                |                                |    |              |                            |                            |                            |                            |  |  |                       |                       |                       |                       |  |  |                           |                           |                           |                           |

### Finale
| 2 juin 2017 | Grand Rapids | 3-2 (1-1, 1-1, 1-0) | Syracuse | Van Andel Arena 8 857 spectateurs |

| Feuille de match | Feuille de match | Feuille de match    | Feuille de match                                                               | Feuille de match                                                   |
| ---------------- | --- | ------------------- | ------------------------------------------------------------------------------ | ------------------------------------------------------------------ |
|                  | Nosek (Callahan, Bertuzzi) — 4 min 56 s Paetsch (Campbell, Bertuzzi) — 37 min 12 s Nosek (Ford, Lorito) — 59 min 46 s (SN) | 1-0 1-1 1-2 2-2 3-2 | Lynch (en) (Conacher) — 9 min 25 s (IN) Vermin (Gourde, Dotchin) — 20 min 54 s | Arbitrage : Evgenii Romasko, Tom Chmielewski Ryan Daisy, Kory Nagy |
| Coreau           | Gardiens | McKenna             |                                                                                | Arbitrage : Evgenii Romasko, Tom Chmielewski Ryan Daisy, Kory Nagy |
|                  | |                     |                                                                                | Arbitrage : Evgenii Romasko, Tom Chmielewski Ryan Daisy, Kory Nagy |
| 36               | Tirs | 24                  |                                                                                | Arbitrage : Evgenii Romasko, Tom Chmielewski Ryan Daisy, Kory Nagy |

| 3 juin 2017 | Grand Rapids | 6-5 (2 pr) (2-1, 1-2, 2-2, 0-0, 1-0) | Syracuse | Van Andel Arena 10 834 spectateurs |

| Feuille de match | Feuille de match | Feuille de match                            | Feuille de match | Feuille de match                                             |
| ---------------- | --- | ------------------------------------------- | --- | ------------------------------------------------------------ |
|                  | Frk (Ford, Nosek) — 5 min 27 s (SN) Street (Tangradi) — 12 min 29 s Svetchnikov (Callahan, Frk) — 32 min 53 s (SN) Nosek (Street, Frk) — 40 min 24 s (SN) Bertuzzi (Paetsch, Hicketts) — 53 min 36 s Street (Tangradi) — 87 min 2 s | 1-0 1-1 2-1 2-2 2-3 3-3 4-3 4-4 5-4 5-5 6-5 | Gourde — 10 min 37 s Vermin — 24 min 30 s Condra (Peca, Bournival) — 25 min 41 s Conacher (Gourde, Erne) — 47 min 47 s (SN) Bournival (Dotchin, Condra) — 55 min 15 s | Arbitrage : Terry Koharski, Jake Brenk Kory Nagy, Ryan Daisy |
| Coreau           | Gardiens | McKenna                                     | | Arbitrage : Terry Koharski, Jake Brenk Kory Nagy, Ryan Daisy |
|                  | |                                             | | Arbitrage : Terry Koharski, Jake Brenk Kory Nagy, Ryan Daisy |
| 51               | Tirs | 55                                          | | Arbitrage : Terry Koharski, Jake Brenk Kory Nagy, Ryan Daisy |

| 7 juin 2017 | Syracuse | 5-3 | Grand Rapids |  |

| 9 juin 2017 | Syracuse | 2-3 | Grand Rapids |  |

| 10 juin 2017 | Syracuse | 5-1 | Grand Rapids |  |

| 13 juin 2017 | Grand Rapids | 4-3 | Syracuse |  |

## Récompenses

### Trophées collectifs
| Coupe Calder : Vainqueurs des séries                                    | Griffins de Grand Rapids          |
| Trophée Richard-F.-Canning : Vainqueurs de l'association de l'Est       | Crunch de Syracuse                |
| Trophée Robert-W.-Clarke : Vainqueurs de l'association de l'Ouest       | Griffins de Grand Rapids          |
| Trophée Macgregor-Kilpatrick : Champions de la ligue                    | Penguins de Wilkes-Barre/Scranton |
| Trophée Frank-Mathers : Champions de l'Association de l'Est             | Penguins de Wilkes-Barre/Scranton |
| Trophée Norman-R.-« Bud »-Poile : Champions de l'Association de l'Ouest | Barracuda de San José             |
| Trophée Emile-Francis : Champions de la division Atlantique             | Penguins de Wilkes-Barre/Scranton |
| Trophée F.-G.-« Teddy »-Oke : Champions de la division Nord             | Crunch de Syracuse                |
| Trophée Sam-Pollock : Champions de la division Centrale                 | Wolves de Chicago                 |
| Trophée John-D.-Chick : Champions de la division Pacifique              | Barracuda de San José             |

### Trophées individuels
| Trophée Les-Cunningham : Meilleur joueur de la saison                              | Kenny Agostino, Chicago                               |
| Trophée John-B.-Sollenberger : Meilleur pointeur                                   | Kenny Agostino, Chicago                               |
| Trophée Willie-Marshall : Meilleur buteur                                          | Wade Megan, Chicago                                   |
| Trophée Dudley-« Red »-Garrett : Meilleure recrue                                  | Danny O'Regan, San José                               |
| Trophée Eddie-Shore : Meilleur défenseur                                           | Matt Taormina, Syracuse                               |
| Trophée Aldege-« Baz »-Bastien : Meilleur gardien                                  | Troy Grosenick, San José                              |
| Trophée Harry-« Hap »-Holmes : Gardien de l'équipe ayant encaissé le moins de buts | Tristan Jarry et Casey DeSmith, Wilkes-Barre/Scranton |
| Trophée Louis-A.-R.-Pieri : Meilleur entraîneur                                    | Roy Sommer, San José                                  |
| Trophée Fred-T.-Hunt : Joueur au meilleur esprit sportif                           | Craig Cunningham, Tucson                              |
| Trophée Yanick-Dupré : Joueur le plus impliqué dans sa communauté                  | Anthony-John Greer, San Antonio                       |
| Trophée Jack-A.-Butterfield : Meilleur joueur des séries                           | Tyler Bertuzzi, Grand Rapids                          |

### Équipes d'étoiles
| Position       | Joueur           | Équipe                    |
| -------------- | ---------------- | ------------------------- |
| Gardien de but | Troy Grosenick   | Barracuda de San José     |
| Défenseur      | T. J. Brennan    | Phantoms de Lehigh Valley |
| Défenseur      | Matt Taormina    | Crunch de Syracuse        |
| Ailier gauche  | Kenneth Agostino | Wolves de Chicago         |
| Centre         | Wade Megan       | Wolves de Chicago         |
| Ailier droit   | Taylor Beck      | Wolf Pack de Hartford     |

| Position       | Joueur          | Équipe                            |
| -------------- | --------------- | --------------------------------- |
| Gardien de but | Zane McIntyre   | Bruins de Providence              |
| Défenseur      | Tim Heed        | Barracuda de San José             |
| Défenseur      | David Warsofsky | Penguins de Wilkes-Barre/Scranton |
| Ailier gauche  | Chris Terry     | IceCaps de Saint-Jean             |
| Centre         | Travis Boyd     | Bears de Hershey                  |
| Ailier droit   | Cory Conacher   | Crunch de Syracuse                |

| Position       | Joueur         | Équipe                            |
| -------------- | -------------- | --------------------------------- |
| Gardien de but | Casey DeSmith  | Penguins de Wilkes-Barre/Scranton |
| Défenseur      | Devon Toews    | Sound Tigers de Bridgeport        |
| Défenseur      | Kyle Wood      | Roadrunners de Tucson             |
| Attaquant      | Jake Guentzel  | Penguins de Wilkes-Barre/Scranton |
| Attaquant      | Mark Jankowski | Heat de Stockton                  |
| Attaquant      | Danny O'Regan  | Barracuda de San José             |